# José Luis Corcuera
Pour les articles homonymes, voir Corcuera.
José Luis Corcuera, né le 2 juillet 1945 à Pradoluengo, dans la province de Burgos, est un homme politique espagnol membre du Parti socialiste ouvrier espagnol (PSOE).

## Biographie
À l'âge de 14 ans, il entre aux hauts-fourneaux de Biscaye comme simple apprenti. Il obtient par la suite une maîtrise industrielle et devient électricien.
Il est marié et père de deux enfants.

## Activité politique

### Au sein de l'UGT
En 1977, il est élu secrétaire général de la Fédération métallurgique de l'Union générale des travailleurs (UGT), le syndicat proche des socialistes. Trois ans plus tard, il entre à la direction nationale comme secrétaire à l'Action revendicative.
Désigné secrétaire à l'Action syndicale en 1983, il abandonne la commission exécutive de la confédération syndicale en 1986 pour marquer son désaccord sur la réforme des retraites.
Au cours des six ans passés à la direction de l'UGT, il fut notamment chargé de gérer les actions en relation avec le douloureux processus de reconversion industrielle décidé par le ministre de l'Industrie, Carlos Solchaga.

### Au niveau institutionnel et politique
Membre du PSOE, il est élu député de Biscaye aux élections anticipées du 28 octobre 1982. Il ne se représente pas aux élections suivantes, en 1986.
Le 12 juillet 1988, José Luis Corcuera est nommé ministre de l'Intérieur par Felipe González. Reconduit dans ses fonctions le 7 décembre 1989 et le 14 juillet 1993, il est réélu au Congrès des députés lors du scrutin du 6 juin 1993.
Au cours de son mandat, il fit notamment adopter la polémique loi organique pour la protection de la sécurité des citoyens, appelée « Loi Corcuera », toujours en vigueur mais dont l'une des dispositions les plus controversées, qui autorisait les forces de sécurité à perquisitionner sans mandat pour des affaires de drogue, fut censurée par le Tribunal constitutionnel.
Il a été contraint à la démission le 24 novembre 1993 pour des irrégularités supposées dans la gestion des fonds secrets de son ministère, et son implication dans le scandale des Groupes antiterroristes de libération (GAL).